# Gonzalo Valle
Gonzalo Roberto Valle Bustamante (Riobamba, 28 de febrero de 1996) es un futbolista ecuatoriano. Juega de portero y su equipo actual es Liga Deportiva Universitaria de la Serie A de Ecuador.

## Trayectoria

### Guayaquil City
Realizó las inferiores en Fedeguayas. En el 2014 fue transferido al River Ecuador que luego pasaría a llamarse Guayaquil City dónde fue subcampeón de la Serie B de Ecuador en calidad de juvenil. En el 2016 fue ascendido al plantel principal y en el 2017 es alineado al equipo titular de la mano del entrenador Pool Gavilánez.

### Liga Deportiva Universitaria
El 12 de enero de 2024 se hizo oficial su fichaje a Liga Deportiva Universitaria.

## Selección nacional

### Categorías inferiores
Fue convocado a la selección de fútbol sub-20 de Ecuador con la que participó en la Sudamericano Sub-20 de 2015 llevado a cabo en Uruguay, aunque no llegó a disputar ningún encuentro.

#### Participaciones en Sudamericanos
| Campeonato                  | Sede    | Resultado    | Partidos | Goles |
| --------------------------- | ------- | ------------ | -------- | ----- |
| Sudamericano Sub-20 de 2015 | Uruguay | Primera fase | 0        | 0     |

### Selección absoluta
En agosto de 2022 fue llamado al microciclo de arqueros realizado en la casa de la selección en Quito, un mes después en septiembre, fue convocado por Gustavo Alfaro a la selección absoluta, para los partidos amistosos de la fecha FIFA ante Arabia Saudita y Japón.
Fue convocado por Sebastián Beccacece para disputar la doble fecha de las eliminatorias para el Mundial de Canadá, Estados Unidos y México 2026 de octubre de 2024 ante Paraguay y Uruguay. Hizo su debut absoluto el 5 de junio de 2025 en el partido de fecha 15 ante Brasil en Guayaquil.

#### Participaciones en eliminatorias
| Mundial            | Sede            | Resultado   | Partidos | Goles |
| ------------------ | --------------- | ----------- | -------- | ----- |
| Eliminatorias 2026 | América del Sur | Clasificado | 2        | 0     |

### Partidos internacionales
Actualizado al último partido disputado el 10 de junio de 2025.
| \| N.° \| Fecha \| Ciudad \| Rival \| Resultado \| Resultado \| Competencia \| \| --- \| ------------------- \| --------- \| ------ \| --------- \| --------- \| ----------------------------- \| \| 1. \| 5 de junio de 2025 \| Guayaquil \| Brasil \| 0-0 \| Empate \| Eliminatorias al Mundial 2026 \| \| 2. \| 10 de junio de 2025 \| Lima \| Perú \| 0-0 \| Empate \| Eliminatorias al Mundial 2026 \| |                     |           |        |           |           |                               |
| N.° | Fecha               | Ciudad    | Rival  | Resultado | Resultado | Competencia                   |
| 1. | 5 de junio de 2025  | Guayaquil | Brasil | 0-0       | Empate    | Eliminatorias al Mundial 2026 |
| 2. | 10 de junio de 2025 | Lima      | Perú   | 0-0       | Empate    | Eliminatorias al Mundial 2026 |

## Estadísticas

### Clubes
Actualizado al último partido disputado el 14 de agosto de 2025.
| Club                                   | Div.          | Temporada     | Liga  | Liga  | Liga  | Copas nacionales | Copas nacionales | Copas nacionales | Copas internacionales | Copas internacionales | Copas internacionales | Total | Total | Total | Total |
| Club                                   | Div.          | Temporada     | Part. | Goles | V. I. | Part.            | Goles            | V. I.            | Part.                 | Goles                 | V. I.                 | Part. | Goles | V. I. | Prom. |
| -------------------------------------- | ------------- | ------------- | ----- | ----- | ----- | ---------------- | ---------------- | ---------------- | --------------------- | --------------------- | --------------------- | ----- | ----- | ----- | ----- |
| Guayaquil City · Ecuador               | 1.ª           | 2015          | 0     | 0     | 0     | —                | —                | —                | —                     | —                     | —                     | 0     | 0     | 0     | 0     |
| Guayaquil City · Ecuador               | 1.ª           | 2016          | 0     | 0     | 0     | —                | —                | —                | —                     | —                     | —                     | 0     | 0     | 0     | 0     |
| Guayaquil City · Ecuador               | 1.ª           | 2017          | 12    | 17    | 2     | —                | —                | —                | —                     | —                     | —                     | 12    | 17    | 2     | 1.42  |
| Guayaquil City · Ecuador               | 1.ª           | 2018          | 5     | 6     | 1     | —                | —                | —                | —                     | —                     | —                     | 5     | 6     | 1     | 1.2   |
| Guayaquil City · Ecuador               | 1.ª           | 2019          | 17    | 25    | 2     | 0                | 0                | 0                | —                     | —                     | —                     | 17    | 25    | 2     | 1.47  |
| Guayaquil City · Ecuador               | 1.ª           | 2020          | 7     | 8     | 1     | —                | —                | —                | —                     | —                     | —                     | 7     | 8     | 1     | 1.14  |
| Guayaquil City · Ecuador               | 1.ª           | 2021          | 13    | 21    | 3     | —                | —                | —                | 1                     | 2                     | 0                     | 14    | 23    | 3     | 1.64  |
| Guayaquil City · Ecuador               | 1.ª           | 2022          | 29    | 35    | 8     | 0                | 0                | 0                | —                     | —                     | —                     | 29    | 35    | 8     | 1.21  |
| Guayaquil City · Ecuador               | 1.ª           | 2023          | 28    | 42    | 6     | —                | —                | —                | —                     | —                     | —                     | 28    | 42    | 6     | 1.5   |
| Guayaquil City · Ecuador               | Total club    | Total club    | 111   | 154   | 23    | 0                | 0                | 0                | 1                     | 2                     | 0                     | 112   | 156   | 23    | 1.39  |
| Liga Deportiva Universitaria · Ecuador | 1.ª           | 2024          | 3     | 1     | 2     | 1                | 0                | 1                | 2                     | 5                     | 0                     | 6     | 6     | 3     | 1     |
| Liga Deportiva Universitaria · Ecuador | 1.ª           | 2025          | 10    | 10    | 2     | 0                | 0                | 0                | 7                     | 5                     | 4                     | 17    | 15    | 6     | 0.88  |
| Liga Deportiva Universitaria · Ecuador | Total club    | Total club    | 13    | 11    | 4     | 1                | 0                | 1                | 9                     | 10                    | 4                     | 23    | 21    | 9     | 0.91  |
| Total carrera                          | Total carrera | Total carrera | 124   | 165   | 27    | 1                | 0                | 1                | 10                    | 12                    | 4                     | 135   | 177   | 32    | 1.31  |
| 1. 2. 1.                               |               |               |       |       |       |                  |                  |                  |                       |                       |                       |       |       |       |       |

### Selección
Actualizado al último partido disputado el 10 de junio de 2025.
| Selección          | Temporada | Amistosos | Amistosos | Amistosos | Sudamérica | Sudamérica | Sudamérica | Mundial | Mundial | Mundial | Total | Total | Total | Media goleadora |
| Selección          | Temporada | Part.     | GR        | Imb.      | Part.      | GR         | Imb.       | Part.   | GR      | Imb.    | Part. | GR    | Imb.  | Media goleadora |
| ------------------ | --------- | --------- | --------- | --------- | ---------- | ---------- | ---------- | ------- | ------- | ------- | ----- | ----- | ----- | --------------- |
| Absoluta · Ecuador | 2025      | 0         | –0        | 0         | 2          | –0         | 2          | —       | —       | —       | 2     | –0    | 2     | 0               |
| 1.                 |           |           |           |           |            |            |            |         |         |         |       |       |       |                 |

## Palmarés

### Campeonatos nacionales
| Título               | Club                         | Año  |
| -------------------- | ---------------------------- | ---- |
| Serie A de Ecuador   | Liga Deportiva Universitaria | 2024 |
| Supercopa de Ecuador | Liga Deportiva Universitaria | 2025 |